# Andrej Novak (izumitelj)
Andrej Novak, slovenski izumitelj, * 16. februar 1821, Kostanjevica na Krasu, † 19. januar 1901, Kostanjevica na Krasu.
Andrej Novak je okoli leta 1859 predstavil izum topa, ki se je polnil z zadnje strani. Svoj izum je z dvema modeloma predstavil vojaškim oblastem na Dunaju in zanj prejel le 25 goldinarjev nagrade. Novak je pripravil tudi posebno maščobno zmes za zdravljenje strelnih ran.